# Bourbach-le-Bas
Bourbach-le-Bas (deutsch Niederburbach) ist eine französische Gemeinde mit 555 Einwohnern (Stand 1. Januar 2022) im Département Haut-Rhin in der Region Grand Est (bis 2015 Elsass). Sie gehört zum Arrondissement Thann-Guebwiller und zum Gemeindeverband Thann-Cernay.
Die Gemeinde Bourbach-les-Bas liegt im Regionalen Naturpark Ballons des Vosges im Doller-Tal, die Gemarkung ist 680 ha groß, davon sind 253 ha bewaldet, sie grenzt an die Gemarkungen der Nachbargemeinden Sentheim, Rammersmatt, Guewenheim, Roderen, Bourbach-le-Haut, Lauw und Masevaux.

## Geschichte
Von 1871 bis zum Ende des Ersten Weltkrieges gehörte Niederburbach als Teil des Reichslandes Elsaß-Lothringen zum Deutschen Reich und war dem Kreis Thann im Bezirk Oberelsaß zugeordnet.

## Bevölkerungsentwicklung
| Jahr                       | 1962 | 1968 | 1975 | 1982 | 1990 | 1999 | 2007 | 2020 |
| Einwohner                  | 518  | 475  | 490  | 487  | 508  | 563  | 627  | 552  |
| Quellen: Cassini und INSEE |      |      |      |      |      |      |      |      |

## Sehenswürdigkeiten

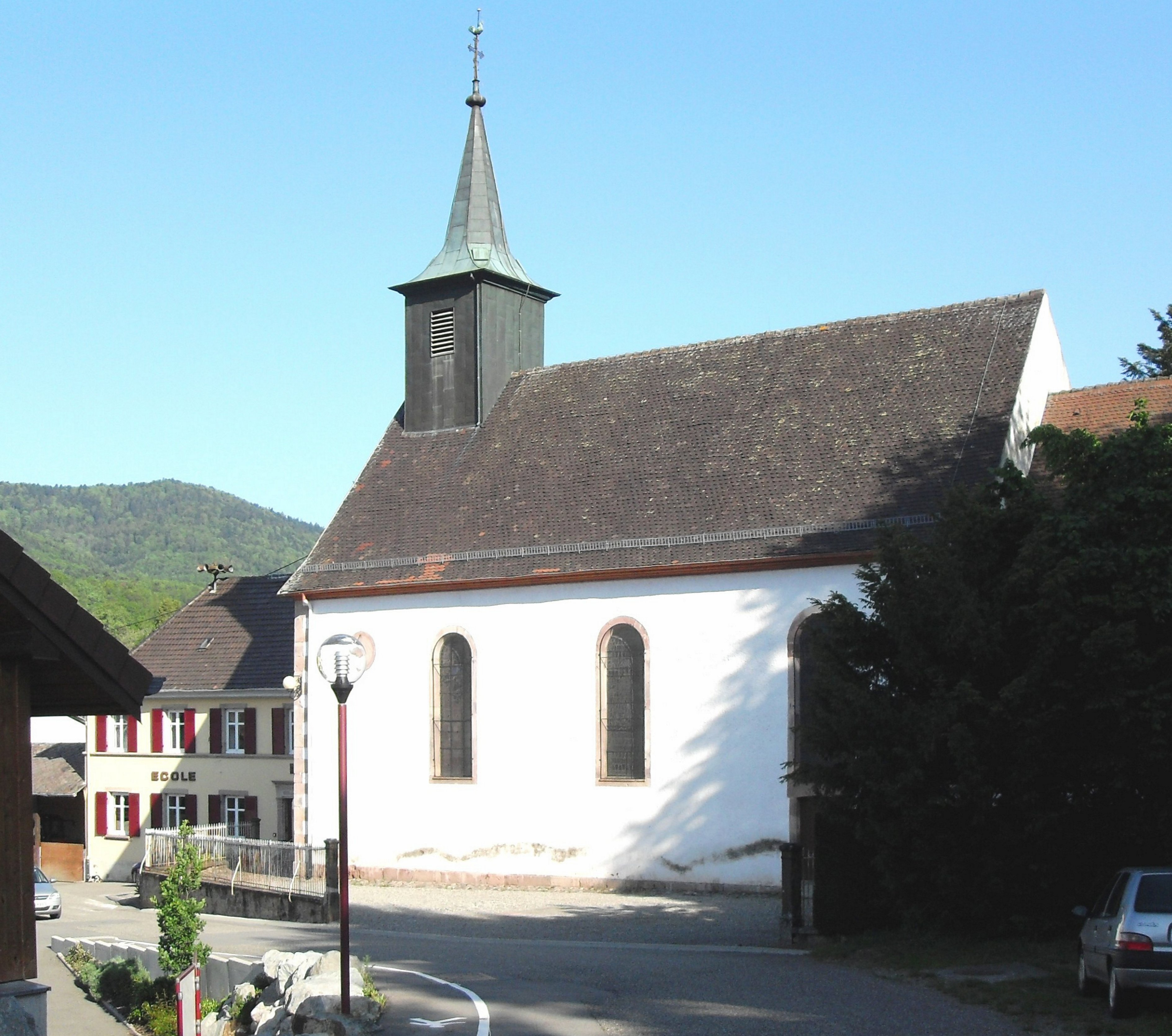
Kirche Saint-Apollinaire
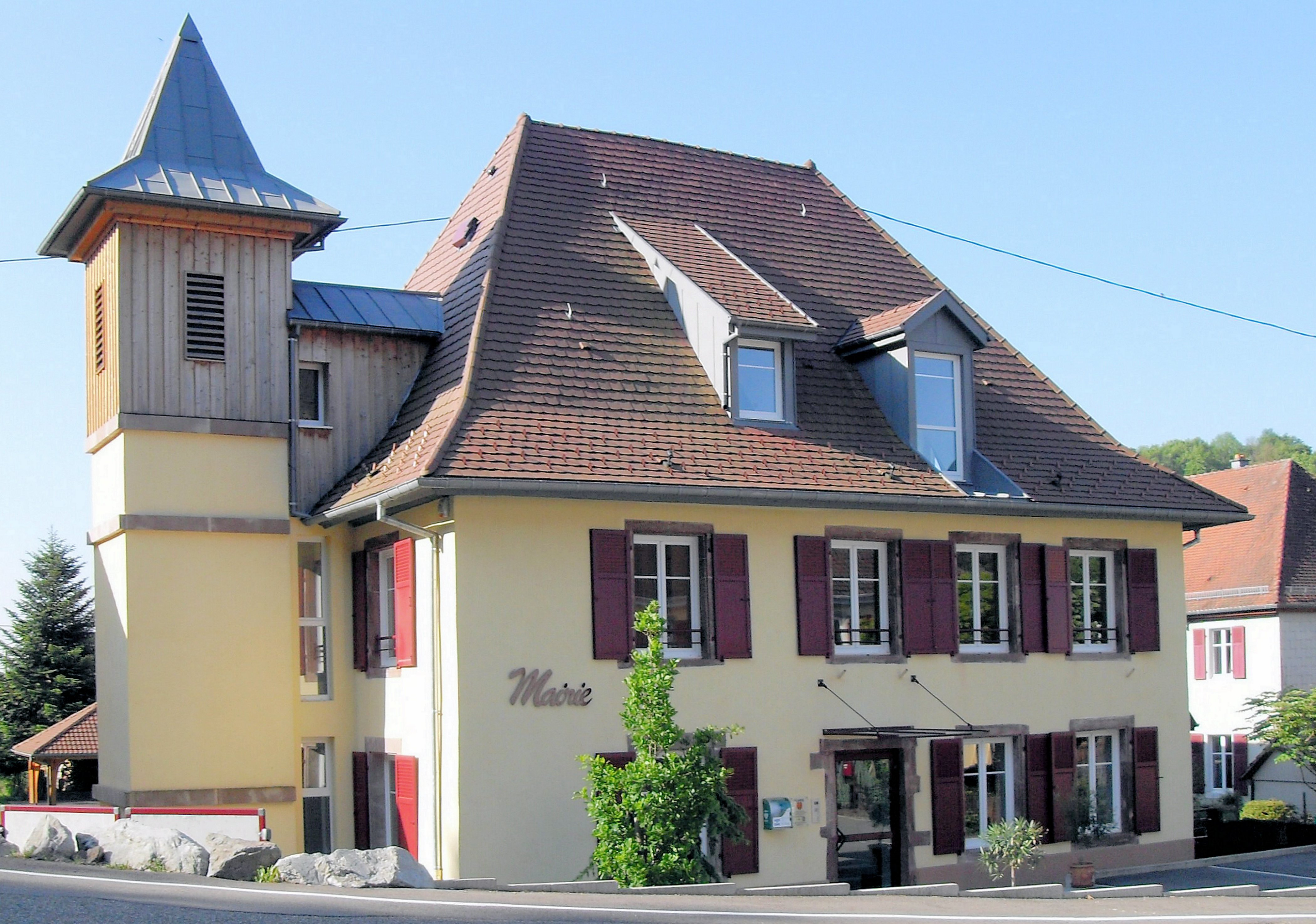
Rathaus
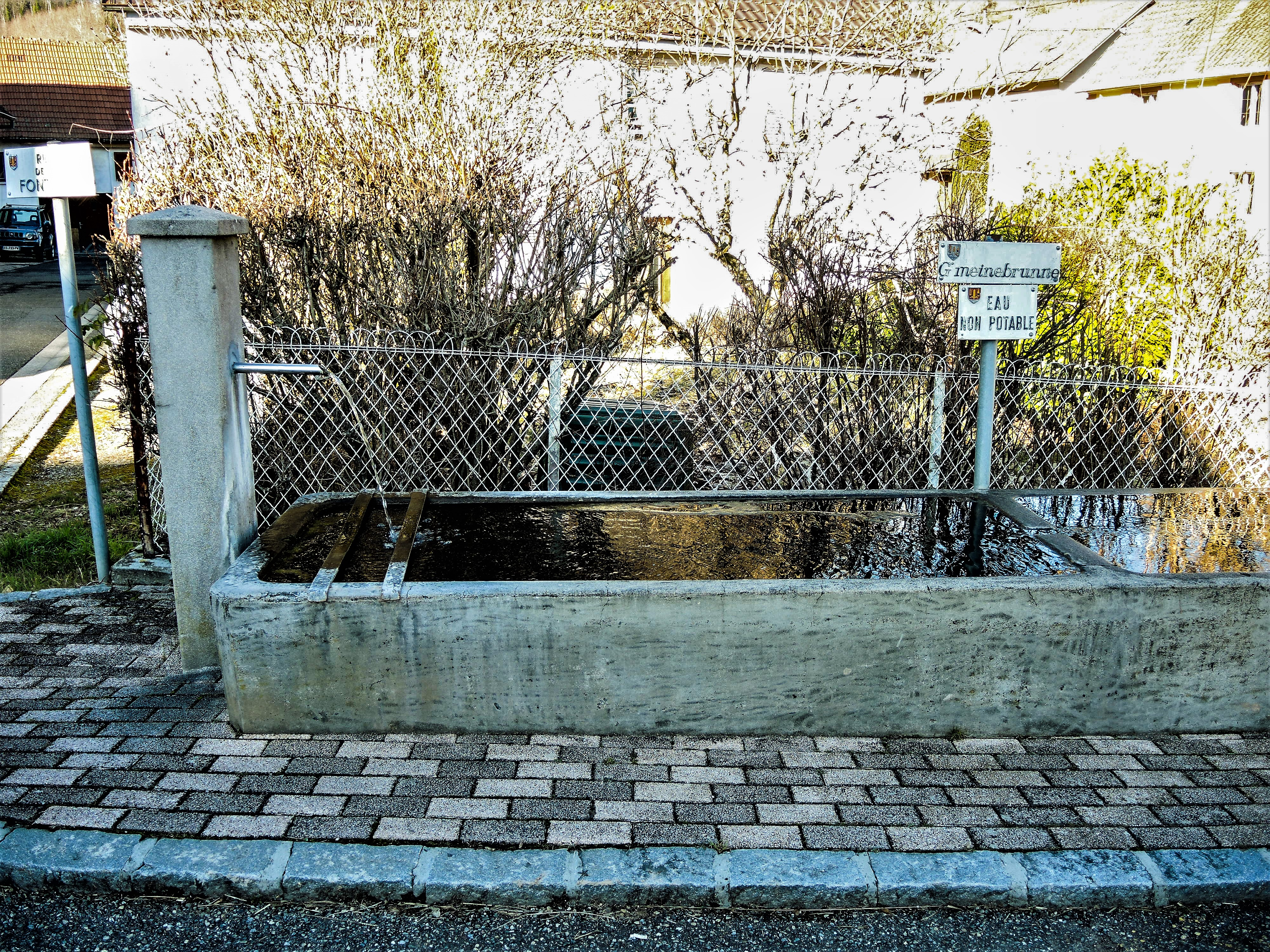
Ehemaliger Brunnen mit Viehtränke

## Nachweise
1. ↑  Gemeindeverzeichnis Deutschland 1900 – Kreis Thann